# بخش ویشالی
بخش ویشالی (به انگلیسی: Vaishali district) یک منطقهٔ مسکونی در هند است که در بخش تیرهوت واقع شده‌است. بخش ویشالی ۲٬۰۳۶ کیلومتر مربع مساحت و ۳٬۴۹۵٬۰۲۱ نفر جمعیت دارد.